# Estación de El Prat de Llobregat
Estación de El Prat de Llobregat vasútállomás Spanyolországban, El Prat de Llobregat településen. Része a spanyol nagysebességű vasúthálózatnak és a Barcelonai metrónak.

## Vasútvonalak
Az állomást az alábbi vasútvonalak érintik:
- Barcelona-Vilanova-Valls-vasútvonal
- Madrid–Barcelona nagysebességű vasútvonal
- Madrid-Barcelona-vasútvonal

## Kapcsolódó állomások
A vasútállomáshoz az alábbi állomások vannak a legközelebb:
- Estación de Bellvitge (Granollers Centre railway station, Rodalies de Barcelona 2-es vonal)
- Estación de Viladecans (Estación de Casteldefels, Rodalies de Barcelona 2-es vonal)
- Estación de Bellvitge (Barcelona-Estación de Francia, líne R2 sud)
- Estación de Viladecans (Estació de Sant Vicenç de Calders, líne R2 sud)
- Estación de Bellvitge (Maçanet-Massanes vasútállomás)
- Estación de Aeropuerto (Estación de Aeropuerto)